# Рамосай, Албан
Албан Рамосай (алб. Alban Ramosaj, род. 7 марта 1996 г. в г. Эде, Нидерланды) — албанский певец, автор песен и модель. Родившийся в Эде и выросший в Тиране, он проходил прослушивание в качестве участника албанского музыкального конкурса X Factor Albania в 2012 году и The Voice of Albania в 2013 году. Рамосай закрепил свой успех на албанскоязычных Балканах, став победителем 22-го выпуска Kënga Magjike в 2021 году.

## Жизнь и карьера

### 1996—2020: Ранняя жизнь и начало карьеры
Албан Рамосай родился 7 марта 1996 года в албанской семье в городе Эде, Нидерланды. Его семья родом из Подуево, Косово, хотя певец вырос в Тиране, Албания. Рамосай прошел прослушивание в первой серии X Factor Albania в 2012 году, исполнив песню «Kryptonite» для судей Бесы Кокедхимы, Юлианы Паши, Панди Лачо и Албана Скендерая. Продолжая в 2013 году, певец успешно участвовал в третьем сезоне «The Voice of Albania», прежде чем выбыл в четвертьфинале.
Позже он появился в третьей серии танцевального шоу Televizioni Klan (TV Klan) «Dance With Me Albania» («Танцуй со мной, Албания»). Он выпустил свою расширенную пьесу «Po nese…» («Что если…») и получил признание критиков в 2016 году. Это привело к его первому появлению в чартах на первом месте в течение четырёх недель подряд благодаря его синглу «A më do» («Ты любишь меня»). В конце 2016 года Рамосай принял участие в Kënga Magjike. Его также пригласили сняться в рекламе весенне-летней коллекции Dolce Gabbana 2018 года/ В ноябре 2017 года он выступил на открытии концерта британской певицы Санде в Тиране.

### 2021 — настоящее время
Рамосай принял участие в 22-м выпуске Kënga Magjike в мае 2021 года и стал победителем конкурса с песней «Thikat e mia» („Мои ножи“). Объединив элементы поп-музыки и R&B, его последующий сингл „Shpirto“ („Дух“) был выпущен в июле 2021 года и занял 4-е место в Топ-100 Албании. В ноябре 2021 года албанская телекомпания RTSH сообщила, что певец вошёл в число 20 участников, отобранных для участия в 60-м выпуске Festivali i Këngës, национальном отборе на конкурс песни Евровидение 2022, в котором финишировал вторым.

## Артистизм
Рамосай считается поп-артистом, экспериментирующим с различными музыкальными жанрами, включая R&B.

## Дискография

### Расширенные пьесы
- Po nese… (2016)

#### Как ведущий артист
| „Ç'kemi“                                                                                  | 2014 | н/д | Без альбома |
| «A më do»                                                                                 | 2016 | 1   |             |
| «Aurora»                                                                                  | 2016 | —   |             |
| «Bitchi mesnatës»                                                                         | 2017 | —   |             |
| «Ike»                                                                                     | 2018 | 2   |             |
| «A thu pse»                                                                               | 2018 | 1   |             |
| «Ëndrrat e mia»                                                                           | 2018 | 1   |             |
| «T’kom dasht»                                                                             | 2019 | —   |             |
| «I nat ma fal (أعطيني ليلة)»                                                              | 2020 | 1   |             |
| «Thikat e mia»                                                                            | 2021 | —   |             |
| «Shpirto»                                                                                 | 2021 | 4   |             |
| «Theje»                                                                                   | 2021 | —   |             |
| «—» обозначает запись, которая не попала в чарты или не была выпущена на этой территории. |      |     |             |